# Анн-Лейк
Анн-Лейк (англ. Ann Lake) — тауншип в округе Канейбек, Миннесота, США. На 2000 год его население составило 377 человек.

## География
По данным Бюро переписи населения США площадь тауншипа составляет 84,0 км², из которых 81,8 км² занимает суша, а 2,2 км² — вода (2,62 %).

## Демография
По данным переписи населения 2000 года здесь находились 377 человек, 147 домохозяйств и 107 семей.  Плотность населения —  4,6 чел./км².  На территории тауншипа расположено 187 построек со средней плотностью 2,3 построек на один квадратный километр. Расовый состав населения: 97,35 % белых, 0,27 % афроамериканцев, 0,27 % коренных американцев, 0,80 % азиатов и 1,33 % приходится на две или более других рас. Испанцы или латиноамериканцы любой расы составляли 0,27 % от популяции тауншипа.
Из 147 домохозяйств в 29,9 % воспитывались дети до 18 лет, в 55,1 % проживали супружеские пары, в 9,5 % проживали незамужние женщины и в 27,2 % домохозяйств проживали несемейные люди. 23,8 % домохозяйств состояли из одного человека, при том 11,6 % из — одиноких пожилых людей старше 65 лет. Средний размер домохозяйства — 2,56, а семьи — 2,90 человека.
26,5 % населения — младше 18 лет, 6,1 % — в возрасте от 18 до 24 лет, 27,3 % — от 25 до 44, 27,1 % — от 45 до 64, и 13,0 % — старше 65 лет. Средний возраст — 38 лет. На каждые 100 женщин приходилось 123,1 мужчин.  На каждые 100 женщин старше 18 приходилось 118,1 мужчин.
Средний годовой доход домохозяйства составлял 45 313 долларов, а средний годовой доход семьи —  51 607 долларов. Средний доход мужчин —  34 583 доллара, в то время как у женщин — 24 375. Доход на душу населения составил 18 318 долларов. За чертой бедности находились 3,4 % семей и 8,4 % всего населения тауншипа, из которых 11,2 % младше 18 и 8,0 % старше 65 лет.